# Mount Popomanaseu
Mount Popomanaseu (2335 m n. m.) je nejvyšší hora Šalomounových ostrovů. Nalezneme ji u jižního pobřeží ostrova Guadalcanal i stejnojmenné provincii. Západně se nachází druhá nejvyšší hora Šalomounových ostrovů, Mount Makarakomburu s výškou 2210 m n. m.).